# Bergepanther
Bergepanther (Sd.Kfz.179) – niemiecki czołg ewakuacyjny, zbudowany na bazie średniego czołgu Pantera.

## Historia
Gdy na froncie pojawiły się czołgi Pantera i Tygrys, niemieckie dowództwo stanęło przed problemem ewakuacji rozbitych maszyn z pola walki. Używane do tej pory 18-tonowe ciągniki nie radziły sobie z holowaniem nowych czołgów w terenie. Aby można było holować ważącego niemal 70 ton Tygrysa Królewskiego, trzeba było użyć nawet trzech ciągników. Zakłady MAN, główny producent Panter zaprojektował i zbudował pierwsze 12 egzemplarzy Bergepanther, przystosowując podwozia czołgu Panther Ausf. D do nowych zadań. Między lipcem a grudniem 1944 roku Henschel wyprodukował 70 pojazdów tego typu opartych na Panther Ausf. A. Daimler-Benz wybudował dodatkowych Bergepanther Ausf. A w pierwszych miesiącach 1944 roku zanim zdecydowano, że produkcja ma trafić do zakładów Demag. W marcu 1944 roku Demag dostarczył swoją pierwszą Bergepanther Ausf. A. Produkcja tego modelu została zakończona w październiku tego samego roku, kiedy zaczęto montować wersję Ausf. G. Demag wyprodukował łącznie 168 sztuk obu typów pojazdu.

## Wyposażenie
Czołg został wyposażony w wysięgnik dźwigu, umożliwiający wyciągnięcie silnika i skrzyni biegów. Jego udźwig wynosił 1500 kilogramów. W pojeździe zamontowano także mocną, synchronizowaną skrzynię biegów AK 7-400 z siedmioma biegami do przodu i jednym wstecznym. Po bokach kadłuba umieszczono mocne drewniane belki, które w razie potrzeby montowano na przednim pancerzu w kwadratowych uchwytach. Służyły do popychania uszkodzonych pojazdów. W kadłubie miano zamontować czterdziestotonową wyciągarkę, ale problemy z małymi dostawami tego elementu zmusiły producentów do ukończenia wielu pojazdów bez tego kluczowego wyposażenia. W Bergepanther z wyciągarką wspomagał ją zamontowany z tyłu kadłuba wspornik (ostroga), który podpierał pojazd. Na górze kadłuba, za otwartym przedziałem bojowym, znajdował się wysoki na 60 centymetrów pomost ładunkowy, służący do  przewozu części zamiennych i dodatkowego wyposażenia. Do ciągnięcia innych maszyn służył hol ze stalowych rur przewożony na pokrywie silnika. Z czasem gniazda do montażu składanego dwutonowego dźwigu zostały przeniesione z górnej części kadłuba na płytę silnikową. Modyfikacja ta została wprowadzona w wersji Ausf. G.
Kilka wersji, w których nie było zainstalowanego wspornika i dźwigu, używano jako transporterów amunicji.